# GPCR-Oligomer

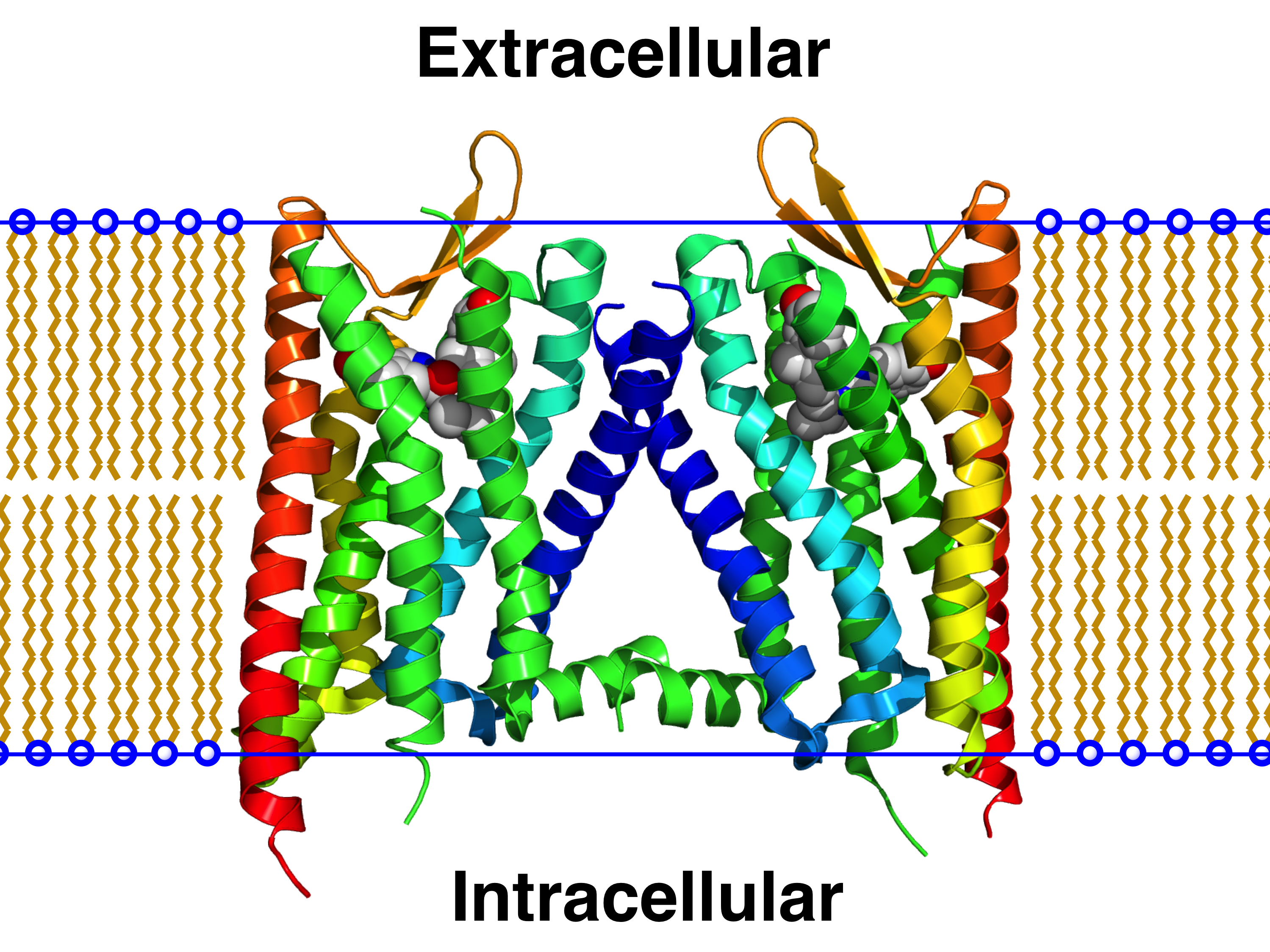
Kristallstruktur eines parallelen κ/κ-Opioidrezeptor-Homodimers, schematisch eingebettet in eine Doppellipidschicht. Die Protomere dieses Kontaktdimers stehen sich im Wesentlichen achsensymmetrisch gegenüber und binden je ein Molekül des Antagonisten JDTic. Das zum Zweck der Stabilisierung des Kristalls künstlich eingebaute Lysozym ist in hiesiger Abbildung ausgeblendet.

Ein GPCR-Oligomer ist ein als Oligomer bezeichneter Verband oder Komplex aus mehreren G-Protein-gekoppelten Rezeptoren, die unmittelbar Kontakt zueinander haben und durch Atombindungen bzw. zwischenmolekulare Kräfte zusammengehalten werden. Rezeptoren innerhalb des Verbandes heißen Protomere, während unverbundene Rezeptoren als Monomere bezeichnet werden. Rezeptor-Homomere sind aus gleichen, Heteromere aus ungleichen Protomeren zusammengesetzt. Rezeptorenverbände, welche als solche, nicht aber in Gestalt ihrer Stammmonomere, nativ zur Reizübertragung fähig sind, werden als konstitutive Rezeptoren bezeichnet. Rezeptoren, die nur mittelbar miteinander in Verbindung stehen, werden nicht als Oligomere bezeichnet. Die funktionelle Wirkung einer Ligandbindung, die von einem Protomer auf ein oder mehrere andere Protomere übertragen wird, heißt Übersprechen. Die spezifische Art des funktionellen Zusammenwirkens von Liganden, die sich durch die Bindung an zwei oder mehr Protomere eines Komplexes ergibt, drückt sich als Kooperativität aus.
Die Existenz von Rezeptor-Oligomeren ist eine allgemeine Erscheinung, welche die lange Zeit vorherrschende paradigmatische Vorstellung von der Funktion von Rezeptoren als reine Monomere aufgehoben hat und deren Entdeckung weitreichende Folgen für das Verständnis von neurobiologischen Krankheiten sowie für die Entwicklung von Arzneistoffen hat. Rezeptor-Oligomere und ihre Funktion im Interaktom werden ihrer Bedeutung entsprechend intensiv beforscht.
Die Oligomerisierung ist nicht beschränkt auf G-Protein-gekoppelte Rezeptoren, sondern wird auch an anderen Zielproteinen beobachtet, wie z. B. plasmalemmalen Transportern und Ionenkanälen. Eine gruppenübergreifende funktionelle Interaktion ist möglich.

## Entdeckungsgeschichte

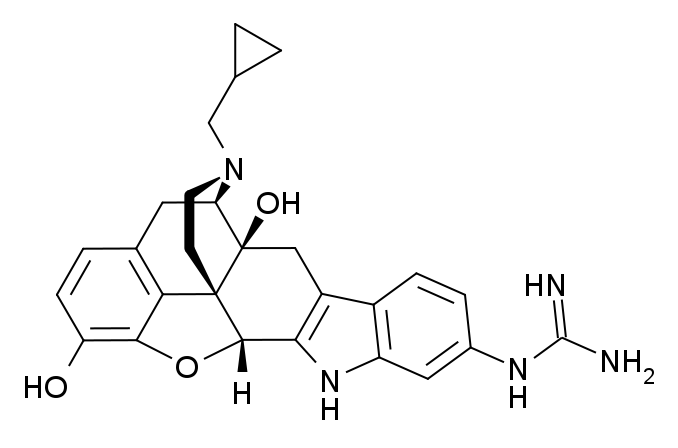
6'-GNTI: DOP/KOPR-Heterodimer-selektiver Ligand, mit dem gezeigt wurde, dass GPCR-Oligomere als Signalüberträger in vivo dienen.

Lange Zeit ging man davon aus, Rezeptoren übermittelten Wirkungen ausschließlich in ihren funktionellen Grundformen – als Monomere. Der erste Hinweis auf die Existenz von GPCR-Oligomeren geht zurück auf das Jahr 1975. Lefkowitz und Mitarbeiter hatten an beta-Adrenozeptoren ein Verhalten beobachtet, das als negative Kooperativität bekannt ist und das auf der Existenz von Rezeptordimeren oder -oligomeren beruht.  Zu Beginn der 1980er Jahre wurde die Hypothese aufgestellt, Rezeptoren könnten größere Verbände, sogenannte Mosaike, ausbilden oder zwei Rezeptoren könnten direkt miteinander interagieren. Massenbestimmungen von beta-Adrenozeptoren (1982) und Muskarinrezeptoren (1983) zeigten, dass die Rezeptoren in homodimeren oder -tetrameren Formen vorkommen können. 1991 wurden Erscheinungen beobachtet, die als Übersprechen interpretiert werden können und somit auf eine Rezeptor-Heteromer-Expression hinwiesen. Gegenstand der Untersuchung waren Adenosin A2A- und Dopamin D2-Rezeptoren. Maggio und Mitarbeiter zeigten 1993 die Fähigkeit zweier G-Protein-gekoppelter Rezeptoren zu heteromerisieren, indem sie Chimären von Muskarin-M3-Rezeptoren und α2C-Adrenozeptoren einsetzten.
Im Jahr 2005 wurde der Beweis erbracht, dass Rezeptoroligomeren im lebenden Organismus funktionelle Bedeutung zukommt. Die Kristallstruktur eines CXCR4-Dimers wurde im Jahr 2010 veröffentlicht.

## Eigenschaften der Oligomere

### Auswirkung der Oligomerisierung
GPCR-Oligomere bestehen aus Dimeren, Trimeren, Tetrameren oder Verbänden höherer Ordnung. Die Oligomere sind als Entitäten anzusehen, die Eigenschaften aufweisen, die sich mehr oder weniger und in vielerlei Hinsicht von denen der Monomeren unterscheiden. Der funktionelle Charakter eines Rezeptors ist abhängig von seiner tertiär- bzw. quartärstrukturellen Gestalt. Berühren sich Rezeptoren auf einer größeren Fläche oder an sensiblen Stellen, dann wirken Kräfte ein, die die Gestalt wie auch die innere Beweglichkeit der nunmehrigen Protomere verändern; kurzum, Protomere wirken als allosterische Modulatoren aufeinander ein. Dies hat Konsequenzen für:
- die Belieferung der Zelloberfläche mit Rezeptoren
- die Ligandbindung an diversen Bindungsstellen
- die G-Protein-Kopplung
- den innerzelluären Verkehr (vergleiche Signaltransduktion)
- die Modifizierung der Desensibilisierungsprofile
- die Neigung zur Endozytose und Internalisierung
- das postendozytotische Schicksal der Rezeptoren

Es ist gegenwärtig unklar, ob alle Rezeptoroligomere eine funktionelle Bedeutung in der Signalübertragung haben.